# Institut Jean Lamour
 (mars 2024).
Unité mixte de recherche de l'Université de Lorraine et du CNRS, l’Institut Jean Lamour (IJL) est un laboratoire de recherche fondamentale et appliquée en science et ingénierie des matériaux et des procédés. Il est principalement localisé à Nancy, sur le campus ARTEM.

## Historique
L'Institut Jean Lamour a été créé en 2009 par fusion de cinq laboratoires. En 2013, un laboratoire d'électronique, le LIEN, est intégré à l'IJL. En 2018, l'équipe de physique statistique quitte l'IJL pour participer à la création du Laboratoire de Physique et Chimie Théorique (UMR 7019). 
Les directeurs successifs de l'Institut Jean Lamour ont été : Jean-Marie Dubois (2009-12), Eric Gaffet (2013-17), Thierry Belmonte (2018-22) et François Montaigne (2023-...).

## Description
Les compétences présentes à l’IJL permettent de traiter les matériaux “de l’atome à la tonne”, c’est-à-dire de l’étude des nano- et microstructures et des propriétés jusqu’aux procédés de fabrication, le tout en lien étroit avec l’industrie et dans une logique de développement responsable.
L'Institut Jean Lamour rassemble 160 chercheurs et enseignants-chercheurs, 100 personnels d'appui à la recherche et environ 180 doctorants et postdoctorants. Il est composé de 23 équipes structurées en 4 départements scientifiques. 8 centres de compétence permettent de mutualiser équipements et compétences.
Situé au sein du campus ARTEM dans un bâtiment de 28000 m² conçu par l'agence ANMA et inauguré en 2019, l'Institut possède également des implantations au sein de l'IUT Nancy-Brabois, à Epinal et à Metz.

## Recherche
Des thématiques liées aux matériaux sont étudiées au sein de l'Institut Jean Lamour :
Métallurgie, nanosciences, matériaux biosourcés, matériaux thermoélectriques, couches minces, fabrication additive, nanomatériaux pour le vivant, électronique de spin et nanomagnétisme, capteurs, photonique, métamatériaux acoustiques, plasmas…
L'Institut Jean Lamour porte également des actions de médiation scientifique.
Quelques membres de l'Institut Jean Lamour : Badreddine Assouar, Alain Celzard, Jean-Marie Dubois, Vanessa Fierro, Hélène Fischer, Stéphane Mangin, …